# اسپرینگبروک (داکوتای شمالی)
اسپرینگبروک(به انگلیسی: Springbrook) شهری در ایالت داکوتای شمالی کشور ایالات متحده آمریکا است که جمعیت آن در سرشماری سال ۲۰۱۰ میلادی، ۲۷ نفر بوده‌است.